# پسرک اسکانویی

پسرک اسکانویی اثر ماریو جاکوملی، ۱۹۵۷

پسرک اسکانویی (ایتالیایی: Il bambino di Scanno) (به انگلیسی: Scanno Boy) عکسی از ماریو جاکوملی، عکاس ایتالیایی است که شناخته‌شده‌ترین اثر او به‌شمار می‌رود. عکس تصویری خارج‌ازفوکوس از دو زن سیاه‌پوش در فضایی شبه‌خیالی نشان می‌دهد که دارند در مقابل فرد مشاهده‌گر گام برمی‌دارند، درحالی‌که تمرکز عکس روی پسرکی‌ست که دور از آنان دست‌درجیب در مرکز تصویر ایستاده است.
تحقیقات سال‌ها بعد مشخص کرد نام آن کودکِ اهل اسکانو، «کلودیو د کولا» بوده و در تاریخ ۱۹ اکتبر ۱۹۵۷ به همراه دیگر اطرافیانش از کلیسا خارج می‌شده است.